# Thomas Hales (4e baronnet)
Pour les articles homonymes, voir Thomas Hales (homonymie) et Hales.
Thomas Pym Hales, 4e baronnet (c. 1726 - 18 mars 1773), de Beakesbourne dans le Kent, est un député whig anglais.

## Biographie
Il est le fils aîné de Thomas Hales (3e baronnet), député de longue date qui occupe divers postes au sein de la Maison royale. Il succède à son père le 6 octobre 1762. Au début de la même année, il entre au Parlement en tant que député de Downton, un Bourg pourri sous le contrôle de son beau-frère, Lord Feversham. Il soutient d'abord le gouvernement, mais en février 1764, il vote avec l'opposition sur l'utilisation de mandats généraux dans l'affaire Wilkes et semble désormais être considéré comme d'une loyauté douteuse.
Il ne se représente pas en 1768, mais revient à la Chambre des communes lors d'une élection partielle à Douvres en janvier 1770, en tant que candidat soutenu par le gouvernement, et reste député pendant les trois années de sa vie restantes.
Il épouse Mary Heyward, fille de Gervase Heyward de Sandwich, en 1764, et ils ont cinq filles:
- Mary Anne Hales (née en 1765)
- Jane Hales (née en 1766) a épousé Henry Bridges (1769-1855), qui a par la suite changé de nom en Brook
- Elizabeth Hales (née en 1769), mariée à John Calcraft le Jeune de Rempston
- Harriet Hales (née en 1770)
- Caroline Hales (1772–1853), épouse le colonel William John Gore (1767-1836)

À la mort de Thomas en 1773, le titre de baronnet passz à son frère cadet, Philip Hales (5e baronnet).